# Armèn Takhtadjan
Armèn Leònovitx Takhtadjan (en rus, Армен Леонович Тахтаджян) (Xuixí 10 de juny de 1910 – 13 de novembre de 2009), va ser un botànic armeni, especialitzat en l'evolució de les plantes, la seva taxonomia i la biogeografia. També es va interessar per la morfologia de les plantes amb flors, la paleobotànica, i la flora del Caucas.
Takhtadjan també va desenvolupar el sistema de les regions florístiques.

## Algunes obres
- A. Takhtadjan (1967). Система и филогения цветкорых растений (Systema et Phylogenia Magnoliophytorum). Moscou: Nauka.
- A. Takhtadjan, Th.J. Crovello i A. Cronquist (1986). Regions florístiques del món.
- A. Takhtadjan (1991). "Evolutionary Trends in Flowering Plants
- A. Takhtadjan (1997) Diversity and Classification of Flowering Plants
- A. Takhtadjan (2009). Flowering Plants. Springer Verlag.